# اینگا کیچوا
اینگا کیچوا (انگلیسی: Inga Kichwa) از گویش‌های زبان کیچوا است که مردم اینگا در شهرستان پوتومایو در کشور کلمبیا به آن سخن می‌گویند.
اینگا کیچوا خود دو گویش مختلف دارد:اینگای کوهستانی که در دره سیبوندوی به آن سخن گفته می‌شود و اینگای جنگلی که توسط ساکنان اطراف رود پوتوماجو به آن صحبت می‌شود.